# Championnats du monde de triathlon 1995
Les Championnats du monde de triathlon 1995 présentent les résultats des championnats mondiaux de Triathlon en 1995 organisés par la fédération internationale de triathlon.
Ces 7e championnats se sont déroulés à Cancún au Mexique le 12 novembre 1995.

## Résultats

### Élite

#### Hommes
| Rang   | Athlète                 | Nationalité | Natation    | T1         | Vélo            | T2 | Course à pied | Temps           |
| ------ | ----------------------- | ----------- | ----------- | ---------- | --------------- | -- | ------------- | --------------- |
| Or     | Simon Lessing           | Royaume-Uni | 21 min 32 s | ?          | 55 min 48 s     | ?  | 31 min 10 s   | 1 h 48 min 28 s |
| Argent | Brad Beven              | Australie   | ?           | ?          | 1 h 17 min 13 s | ?  | 32 min 13 s   | 1 h 49 min 22 s |
| Bronze | Ralf Eggert             | Allemagne   | 22 min 19 s | ?          | 54 min 54 s     | ?  | 32 min 45 s   | 1 h 49 min 49 s |
| 4      | Philippe Fattori        | France      | 22 min 23 s | 1 min 45 s | 53 min 17 s     | ?  | 32 min 36 s   | 1 h 50 min 01 s |
| 5      | Ricardo Gonzalez Davila | Mexique     | 22 min 13 s | 1 min 46 s | ?               | ?  | ?             | 1 h 50 min 18 s |
| 6      | Lothar Leder            | Allemagne   | 22 min 16 s | 1 min 42 s | ?               | ?  | ?             | 1 h 50 min 19 s |
| 7      | Alexandre Manzan        | Brésil      | 22 min 21 s | ?          | 55 min 01 s     | ?  | 33 min 04 s   | 1 h 50 min 27 s |
| 8      | Dmitriy Gaag            | Kazakhstan  | 22 min 16 s | 1 min 57 s | 53 min 14 s     | ?  | 33 min 26 s   | 1 h 50 min 34 s |
| 9      | Roland Knoll            | Allemagne   | 21 min 40 s | 1 min 46 s | 53 min 59 s     | ?  | 33 min 09 s   | 1 h 50 min 40 s |
| 10     | Luc van Lierde          | Belgique    | 22 min 30 s | ?          | 54 min 48 s     | ?  | 33 min 30 s   | 1 h 50 min 44 s |

#### Femmes
| Rang   | Athlète                    | Nationalité | Natation    | T1         | Vélo            | T2   | Course à pied | Temps           |
| ------ | -------------------------- | ----------- | ----------- | ---------- | --------------- | ---- | ------------- | --------------- |
| Or     | Karen Smyers               | États-Unis  | 25 min 06 s | ?          | 1 h 02 min 53 s | ?    | 36 min 39 s   | 2 h 04 min 58 s |
| Argent | Jackie Gallagher           | Australie   | 25 min 06 s | ?          | 59 min 42 s     | ?    | 36 min 34 s   | 2 h 05 min 22 s |
| Bronze | Joy Leutner                | États-Unis  | 24 min 04 s | ?          | 1 h 03 min 05 s | ?    | 37 min 40 s   | 2 h 05 min 49 s |
| 4      | Suzanne Nielsen            | Danemark    | 25 min 15 s | 2 min 20 s | 59 min 37 s     | 54 s | 36 min 45 s   | 2 h 05 min 58 s |
| 5      | Isabelle Mouthon-Michellys | France      | 23 min 57 s | ?          | ?               | ?    | 1 min 41 s    | 2 h 06 min 33 s |
| 6      | Natascha Badmann           | Suisse      | 27 min 17 s | 2 min 16 s | 59 min 44 s     | ?    | ?             | 2 h 06 min 49 s |
| 7      | Emma Carney                | Australie   | 25 min 12 s | 2 min 11 s | 59 min 49 s     | 48 s | 38 min 07 s   | 2 h 07 min 05 s |
| 8      | Joanne Ritchie             | Canada      | 27 min 37 s | ?          | 1 h 00 min 36 s | ?    | 37 min 57 s   | 2 h 07 min 07 s |
| 9      | Janet Hatfield             | États-Unis  | 25 min 08 s | 2 min 13 s | 1 h 00 min 40 s | ?    | 38 min 31 s   | 2 h 07 min 22 s |
| 10     | Clare Carney               | Royaume-Uni | 25 min 41 s | ?          | 1 h 03 min 46 s | ?    | 37 min 20 s   | 2 h 07 min 46 s |

### Junior

#### Hommes
| Rang   | Athlète                | Nationalité | Natation    | T1         | Vélo        | T2         | Course à pied | Temps           |
| ------ | ---------------------- | ----------- | ----------- | ---------- | ----------- | ---------- | ------------- | --------------- |
| Or     | Chris Hill             | Australie   | 22 min 42 s | ?          | 56 min 03 s | 1 min 57 s | 6 min 23 s    | 1 h 56 min 17 s |
| Argent | Craig Walton           | Australie   | 22 min 48 s | 1 min 30 s | 57 min 09 s | ?          | 35 min 20 s   | 1 h 57 min 10 s |
| Bronze | Ralph Zeetsen          | Pays-Bas    | 24 min 30 s | 1 min 37 s | 58 min 10 s | 51 s       | 34 min 43 s   | 1 h 58 min 11 s |
| 4      | Filip Ospaly           | Tchéquie    | 24 min 35 s | 1 min 37 s | 55 min 48 s | 48 s       | 34 min 46 s   | 1 h 58 min 21 s |
| 5      | Francisco Javier Marco | Espagne     | 22 min 48 s | 2 min 01 s | 56 min 38 s | 2 min 04 s | 34 min 51 s   | 1 h 58 min 26 s |
| 6      | Daniel Fontana         | Italie      | 24 min 10 s | 2 min 16 s | 55 min 04 s | 1 min 53 s | 35 min 18 s   | 1 h 58 min 50 s |
| 7      | Sébastien Berlier      | France      | 24 min 10 s | 2 min 16 s | 55 min 04 s | 1 min 53 s | 35 min 18 s   | 1 h 58 min 51 s |
| 8      | Juanito Pirondeau      | France      | 24 min 30 s | 2 min 20 s | 54 min 41 s | ?          | 37 min 09 s   | 1 h 58 min 52 s |
| 9      | Doug Friman            | États-Unis  | 23 min 22 s | ?          | 59 min 22 s | ?          | 36 min 40 s   | 1 h 59 min 24 s |
| 10     | Simon Whitfield        | Canada      | 24 min 59 s | 2 min 01 s | 57 min 40 s | ?          | 34 min 56 s   | 1 h 59 min 42 s |

#### Femmes
| Rang   | Athlète          | Nationalité | Natation    | T1         | Vélo            | T2         | Course à pied | Temps           |
| ------ | ---------------- | ----------- | ----------- | ---------- | --------------- | ---------- | ------------- | --------------- |
| Or     | Marie Overbye    | Danemark    | 27 min 42 s | ?          | 1 h 02 min 08 s | 2 min 06 s | 38 min 14 s   | 2 h 10 min 16 s |
| Argent | Joelle Franzmann | Allemagne   | 26 min 15 s | 2 min 43 s | 1 h 01 min 58 s | ?          | 41 min 28 s   | 2 h 12 min 32 s |
| Bronze | Belinda Cheney   | Australie   | 26 min 13 s | 2 min 36 s | 1 h 02 min 51 s | ?          | 41 min 00 s   | 2 h 12 min 48 s |
| 4      | Renata Berkova   | Tchéquie    | 27 min 34 s | 2 min 35 s | 1 h 04 min 32 s | 2 min 15 s | 37 min 18 s   | 2 h 14 min 20 s |
| 5      | Valérie Aubry    | France      | 26 min 21 s | 2 min 29 s | 1 h 02 min 40 s | 2 min 06 s | 40 min 39 s   | 2 h 14 min 25 s |
| 6      | Nathalie Daumas  | France      | 29 min 38 s | ?          | 1 h 04 min 08 s | ?          | 40 min 51 s   | 2 h 14 min 44 s |
| 7      | Amanda White     | États-Unis  | 25 min 36 s | 2 min 44 s | 1 h 04 min 47 s | 1 min 08 s | ?             | 2 h 15 min 04 s |
| 8      | Jessica Harrison | France      | 26 min 19 s | 2 min 40 s | 1 h 02 min 32 s | 2 min 19 s | 41 min 31 s   | 2 h 15 min 26 s |
| 9      | Anja Dittmer     | Allemagne   | 26 min 23 s | 2 min 31 s | 1 h 04 min 47 s | 1 min 03 s | 41 min 20 s   | 2 h 16 min 20 s |
| 10     | Nicolett Pecsi   | Hongrie     | 25 min 43 s | 2 min 56 s | 1 h 02 min 48 s | 2 min 09 s | 42 min 37 s   | 2 h 16 min 23 s |

## Tableau des médailles
| Rang  | Nation     | Or | Argent | Bronze | Total |
| ----- | ---------- | -- | ------ | ------ | ----- |
| 1     | États-Unis | 2  | 1      | 1      | 4     |
| 2     | Danemark   | 1  | 0      | 0      | 1     |
| -     | Allemagne  | 1  | 0      | 0      | 1     |
| 4     | Australie  | 0  | 2      | 1      | 3     |
| 5     | Allemagne  | 0  | 1      | 1      | 2     |
| 6     | Pays-Bas   | 0  | 0      | 1      | 1     |
| Total | Total      | 4  | 4      | 4      | 12    |